# Sociedad Deportiva Barreda Balompié
La Sociedad Deportiva Barreda Balompié es un club de fútbol de Barreda, en Torrelavega (Cantabria). En 1944 se proclamó campeón de España de aficionados después de eliminar sucesivamente al Club Lemos, Erandio Club, CD Mediodía de Madrid y F. C. Barcelona (en la final jugada en Barcelona). La temporada 2011-12 finalizó en la novena plaza en la Tercera División. Actualmente compite en la Tercera Federación Española

## Historia
- Temporadas en 1ª: 0
- Temporadas en 2ª: 0
- Temporadas en 2ªB: 0
- Temporadas en 3ª: 47 (1943-44 a 1949-50, 1959-60, 1963-64, 1965-66 a 1966-67, 1970-71, 1980-81 a 1981-82, 1984-85, 1986-87 a 1994-95, 1996-97 a 2009-10, 2011-12 a 2014-15, 2016-17 a 2020-21)

## Palmarés
- Campeonato de España de Aficionados (1): 1944.
- Campeonato de Cantabria de Aficionados (9): 1940, 1941, 1942, 1944, 1946, 1969, 1970, 1973 y 1974.
- Campeón de Regional Preferente (5): 1983-84, 1995-96 , 2010-11, 2015-16 y 2023-24
- Campeón de Primera Regional (4): 1952-53, 1954-55, 1958-59 y 1964-65
- Subcampeón de 3.ª: 1944-45, 2002-03
- Mejor actuación en Copa: Segunda ronda (1944)

### Trofeos amistosos
- Trofeo Valle de Cabuérniga (1): 1981[1]
- Subcampeón del Trofeo de Nuestra Señora (1): 1976[2]
- Subcampeón del Trofeo Bar Gúmer (1): 1987[3]

## Uniforme
- Primer uniforme: Camiseta blanquiazul, pantalón y medias azules.
- Segundo uniforme: Camiseta, pantalón y medias rojas.